# Miringoplastika
Miringoplastika (MP) je metoda kojom se rešavaju problemi na bubnој opni uva, sa ciljem da se konačno sanira oštećenje bubne opne i popravi njena funkcija. Operacija se najčešće radi u lokalnoj anesteziji, tako da oporavak nakon intervencije najčešće kratko traje, pa bolesnik može isti dan ići kući. Nakon intervencije uvo je istamponirano, a tamponi se obično uklanjaju peti dan. Uz redovno stavljanje kapi u uvo za dve nedelje bolesnik počinje da dobro čuje. Uspešnost operacije je velika, ako se prethodno saniraju sva moguća žarišta, pre svega ona u nosu, kako ne bi ponovo došlo do upale i/ili perforacije bubne opne i curenja uva.

## Istorija
Terapija oštećenja bubne opne (MP) datira više od jednog veka. Godine 1878. Berthold je uspešno zatvorio perforaciju bubne opne kožnim transplantatom pune debljine i prvi uveo termin „miringoplastika“ (koji se odnosio na rekonstruktivnu hirurgiju koja je ograničena samo na bubnu opnu). Po definiciji, bilo koja manipulacija oko osikularnog lanca je izvan okvira čiste miringoplastike. Izraz miringoplastika i timpanoplastika bez rekonstrukcije okulara (timpanoplastika tipa I) su sinonimi osim ako u proceduru timpanoplastike nije uključena druga manipulacija srednjim uhom. 

## Etiopatogeneza
Perforacija bubne opne je stanje staro koliko i evolucija ljudske vrste. To je jedan od najčešćih uzroka oštećenja sluha. Među mnogim uzrocima, infekcija je glavni uzrok perforacije bubne opne. Infekcija može biti prema vrsti patogena bakterijska ili  mikobakterijska, a prema trajanjuu akutna ili hronična.
Perforacija bubne opne može biti uzrokovana raznim vrstama traume:
- tupe traume,

- prodorne traume,

- hirurške traume itd.

Perforacije usled traume i akutne infekcije obično uspešno zarastu ako se leče na vreme. 

## Indikacije
Glavne indikacije za miringoplastiku su:
- Zatvaranje bubne opne radi fizičkog odvajanja srednjeg uva od spoljašnjeg ušnog kanala.
- Sprečavanje prodora brojnih agena iz spoljašnje sredine u prostor srednjeg uva.
- Poboljšanje funkcije sluha.

- Neki od oblika perforacija bubne opne koji se saniraju miringoplastikom

## Kontraindikacije
- Aktivno pražnjenje iz srednjeg uha
- Nosna alergija, koju treba kontrolisati pre operacije
- Kada je drugo uho mrtvo ili nije pogodno za slušanje
- Otitis ekterna
- Deca mlađa od 3 godine

## Način izvođenja
Za miringoplastiku je indikovana jednostavna perforacija pars tensa sa intaktnim prstenom (centralna perforacija) bez dodatne lezije srednjeg uva. U ovim uslovima miringoplastika ima dva cilja:  
- Izolovati šupljinu srednjeg uva od spoljašnje sredine i sprečiti kontaminaciju izlaganjem patogenima.

- Vratiti vibraciono područje bubne opne i pružiti zaštitu okruglog prozora, čime se poboljšava nivo sluh.

Mnogo je načina da se miringoplastika uspešno izvede, ali najčešći je onaj kod koga se uzeti komad tankog tkiva ispod kože koji pokriva jedan od temporalnih mišića (temporalis fascia) implantira  ispod bubne opne uva.
Unutrašnjosti uva tokom operacije se pristupa  kroz rez iza ušne školjke ili kroz mali rez na ušnom kanalu (u delu prema prednjem delu uva). 
Nakon operacije, u ušni kanal se stavlja sunđerasta obloga, koja treba da se održava vlažnom antibiotskim kapima naredne dve nedelaje. Ako je postavljena obloga pod pritiskom, obično se uklanja dan nakon operacije, a u spoljašnji deo ušnog kanala može se postaviti tampon od pamučne vate. 
Narednih nekoliko dana iz uva može izlaziti sukrvica, koja ako ima neprijatan miris može ukazivati na infekciju, iako retku, ipak moguću. U tom slučaju infekciju treba hitno sanirati. 
Kontrolni postoperativni pregledi obavljaju se nakon dve nedelje (kada se i skida sunđerasta obloga), a zatim ponovo nakon šest nedelja, kada treba da se utvrdi da li je transplantacija uspešno izvedena ili ne. U slučaju neuspeha treba uradili post operativni test sluha.

### Uspešnos MT i rizici
Na uspeh miringoplastike u smislu anatomskog zatvaranja (uzimanja grafta) i audiološkog poboljšanja utiču mnogi faktori, kao što su:
- veličina perforacije,

- mesto perforacije,

- prethodna operacija na tom uhu,

- iskustvo hirurga,

- infekcija u vreme operacije,

- disfunkcija Eustahijeve cevi,

- prisustvo timpanoskleroze,

- materijal grafta, starost pacijenta itd.

Kao i sve druge operacije i miringoplastika nosi rizike, među kojima su najznačajniji, oni koji su specifični za operaciju uha:
Neuspeh grafta: u 10-20% slučajeva postoji neuspeh transplantacije koji se ogleda u nazarastanju ili nezatvaranju perforacije. Ovo stanje može zahtevati dalju operaciju.
Oštećenje sluha: koje se može manifestovati kao privremeni gubitak sluha zbog procesa zarastanja, pakovanja i previjanja. Međutim, postoji mali rizik od trajnog gubitak sluha. Ovo pogađa manje od 1% pacijenata.
Vrtoglavica:  kako je uho  deo sistema ravnoteže, kod nekih pacijenata  može se javiti osećaj vrtoglavice nakon miringoplastike. Ovo je privremeno stanje koj se rešava spontano.
Tinitus (zujanje u uhu): koje je često privremeno, ali postoji mali rizik da bi moglo biti trajno.
Promenjen ukus: kako jedan od nerava koji daje ukus jeziku prolazi kroz uho, postoji mali rizik da se nakon operacije ukus promeni, što je često privremeno.
Paraliza lica: kako nerv koji reguliše rad mišića lica prolazi kroz uši, jako retko može doći do oštećenja facijalnog nerva što može dovesti do privremenog ili trajna slabost jedne strane lica.

## Komplikacije
Komplikacije su retke, poput infekcije, curenja iz uva i stalnog bola u uvu. U takvim situacija treba odmah potražiti savet lekara.

## Prognoza
Stopa useha miringoplastike zavisi od mnogih faktora. Kako ni jedna ljudski organizam nije u stanju da potpuno prihvati implantirani graft, uspeh operacije nije uvek 100%, već se ta uspešnost, prema pojedinim autorima kreće oko:
- oko 100 %, za perforacije srednje veličine

- 80 %, a za velike i subtotalne perforacije

- 69,2 i 42,9 % za ostale operacije, što je respektivno.

Veličinu perforacije smatra se glavnim faktorom koji utiče na uspeh miringoplastike. Mesto perforacije u nekim istraživanjima nije bilo statistički značajan faktor uticaja na uspešnost operacije.

## Spoljašnje veze
- „Temeljni primcipi miringoplastike, Poglavlje 7” (PDF). Архивирано из оригинала (PDF) 06. 01. 2017. г.

|  | Molimo Vas, obratite pažnju na važno upozorenje u vezi sa temama iz oblasti medicine (zdravlja). |